# رائد البنا
رائد منصور البنا (1973 - 28 فبراير 2005) أردني الجنسية من مدينة السلط، فجّر نفسه بواسطة شاحنة مفخخة بالقرب من مركز طبي في مدينة الحلة جنوب بغداد بتاريخ 28 فبراير 2005، أدى الهجوم لمقتل 127 مدنياً وجرح 146 آخرين، وأعلن لاحقًا تنظيم «قاعدة الجهاد في بلاد الرافدين» مسئوليته عن الهجوم.
وقالت صحيفة «الغد» الأردنية إن عائلة البنا المقيمة في منطقة السلط أقامت أمس الجمعة «عرس شهيد» لابنها رائد منصور البنا بعد أن فجر نفسه في سيارة مفخخة. وأضافت «أن والد الانتحاري وقف يتقبل التهاني في استشهاد ابنه بفخر واعتزاز في ديوان العشيرة في منطقة الجدعة الوسطى وسط مدينة السلط».
وتضيف الصحيفة الأردنية أن الانتحاري خرج من منزله قبل ثلاثة أشهر وأخبر أهله حينها انه ذاهب لأداء العمرة في السعودية، وخاصة انه كان قد عاد منها قبل ذلك بعدة اسابيع بعد ان ادى العمرة هناك وخرج حينها للخضوع إلى الدورة التي نظمتها الحكومة السعودية والمتعلقة بمكافحة الإرهاب وذلك بحسب ما قاله اخوه أحمد منصور البنا.
وكان رائد الحاصل على شهادة البكالوريوس في القانون من جامعة مؤتة عام (1995)، يعمل وقت احداث الحادي عشر من سبتمبر في ولاية كاليفورنيا، بحسب ما ذكره شقيقه أحمد، واشار إلى ان تلك الحادثة غيرت شخصيته من شاب عادي إلى شخص ملتزم بالدين، مواظب على الصلاة في المسجد ويقف جنبا إلى جنب مع الداعية المصري وجدي غنيم في مساجد كاليفورنيا.